# Kuwejt na Letnich Igrzyskach Olimpijskich 1976
Kuwejt na Letnich Igrzyskach Olimpijskich 1976 reprezentowało 15 zawodników (sami mężczyźni). Był to 3. start reprezentacji Kuwejtu na letnich igrzyskach olimpijskich.

## Skład kadry

### Judo
Mężczyźni
- Kamal al–Asari – waga lekka – 18. miejsce
- Fahd al–Farhan – waga półśrednia – 19. miejsce
- Ibrahim Muzaffar – waga średnia – 19. miejsce
- Fahd Salim – waga półciężka – 19. miejsce

### Lekkoatletyka
Mężczyźni
- Abd al–Karim al–Awwad – 100 metrów – odpadł w eliminacjach
- Abd al–Aziz Abd al–Karim – 200 metrów – odpadł w ćwierćfinałach
- Salih Faradż – 110 metrów przez płotki – odpadł w eliminacjach
- Abd al–Latif Abbas – 400 metrów przez płotki – odpadł w eliminacjach
- Ibrahim ar–Rabi’a, Abd al–Karim al–Awwad, Abd al–Aziz Abd al–Karim, Abd al–Latif Abbas – 4 × 100 metrów – odpadli w eliminacjach
- Muhammad az–Zinkawi – pchnięcie kulą – 22. miejsce

### Skoki do wody
Mężczyźni
- Sulajman Kabazard – trampolina – 27. miejsce

### Szermierka
Mężczyźni
- Dżamal Amin – floret – 54. miejsce
- Abd an–Nasir as–Sajigh – floret – 55. miejsce
- Ahmad al–Arbid – floret – 56. miejsce
- Ali al–Chawadża, Dżamal Amin, Abd an–Nasir as–Sajigh, Ahmad al–Arbid – floret drużynowo – 9. miejsce